# Wolfgang Hütter (Konstrukteur)
Wolfgang Hütter (* 2. Oktober 1909 in Wien; † 3. April 1990 in Göppingen) war ein österreichisch-deutscher Ingenieur.

## Leben
Der in Wien am 2. Oktober 1909 geborene Hütter wuchs in Salzburg auf. Hier begann er ein Maschinenbau-Studium und konstruierte erste Flugzeuge wie den Nurflügler IMI. Das gemeinsam mit seinem Bruder Ulrich gebaute Holzflugzeug kam nicht zum Flug, das Segelflugzeug HT 23 blieb im Entwurfsstadium.
Im Jahr 1934 begann er die Flugerprobung der mit seinem Bruder entworfenen Hütter H 17 am Gaisberg bei Salzburg. 1936 folgte die H 28, 1938 deren zum Nachbau vereinfachte Version H 28 II und 1939 die H 28 III mit von 12 auf 13,50 Meter vergrößerter Spannweite. Die in der Zeit des Zweiten Weltkrieges für Holz-Schalenbauweise entworfene und nach 1945 konstruierte H 30 wurde schließlich unter Austausch vieler Baugruppen gegen GFK-Konstruktionen von Ursula und Eugen Hänle gebaut. Er konstruierte mit Eugen Hänle Anfang der 1960er Jahre die H 301 Libelle und entwarf deren Tragflächenprofil.
Als Diplomarbeit des an der Technischen Hochschule Stuttgart bei Professor Georg Madelung fortgesetzten Studiums entwarf er 1937 bereits bei Schempp-Hirth Flugzeugbau in Kirchheim arbeitend das doppelsitzige Schulsegelflugzeug Göppingen Gö 4 mit versetzt nebeneinander angeordneten Sitzen und Doppelsteuer. 1938 entwickelte er gemeinsam mit Ulrich Hütter die als Schempp-Hirth-Klappe bekanntgewordene Luftbremsen. Seine 1939 für den Bau des zweimotorigen Fernaufklärungsflugzeuges Hütter Hü 211 gegründete Hütter GmbH leitete er bis zum 30. April 1944 und wurde im Anschluss Chefkonstrukteur von Wolf Hirths „Versuchsbau Teck“ in Nabern.
Nachdem er bereits in den 1930er Jahren Versuche zur Bestimmung zur menschlichen Leistungsfähigkeit durchgeführt und beispielsweise 1936 ein Fahrradergometer gebaut hatte, konstruierte und baute er ab 1974 für den Kremer-Preis gemeinsam mit  Franz Villinger und Wilhelm Schüle das Muskelkraftflugzeug HVS.
Einige seiner Konstruktionen fanden weite Verbreitung: Neben den Schempp-Hirth-Klappen waren das der 1944 für die Ruderklappen der Hü 211 verwendete Schräglenker-Antrieb und die Zunge-Gabel-Tragflächenverbindung der H 30.
Er starb am 3. April 1990 in Göppingen.